# Natação no Campeonato Mundial de Esportes Aquáticos de 2015 - 50 m costas feminino
A prova dos 50 metros costas feminino da natação no Campeonato Mundial de Esportes Aquáticos de 2015 ocorreu nos dias 5 de agosto e 6 de agosto em Cazã na Rússia.

## Recordes
Antes desta competição, os recordes mundiais e do campeonato nesta prova eram os seguintes:
| Tipo                  | Atleta    | Tempo | Local | Data                |
| --------------------- | --------- | ----- | ----- | ------------------- |
|                       | Zhao Jing | 27.06 | Roma  | 30 de julho de 2009 |
| Recorde do campeonato | Zhao Jing | 27.06 | Roma  | 30 de julho de 2009 |

## Medalhistas
| Ouro             | Prata                 | Bronze          |
| Fu Yuanhui (CHN) | Etiene Medeiros (BRA) | Liu Xiang (CHN) |

## Resultados

### Eliminatórias
Esses foram os resultados das eliminatórias.
| Pos. | Bateria | Raia | Nadadora                | Nacionalidade | Tempo | Notas |
| ---- | ------- | ---- | ----------------------- | ------------- | ----- | ----- |
| 1    | 4       | 4    | Fu Yuanhui              | China         | 27.66 | Q     |
| 2    | 6       | 4    | Etiene Medeiros         | Brasil        | 27.74 | Q     |
| 3    | 5       | 4    | Emily Seebohm           | Austrália     | 27.75 | Q     |
| 4    | 5       | 5    | Liu Xiang               | China         | 27.79 | Q     |
| 5    | 4       | 5    | Mie Nielsen             | Dinamarca     | 27.89 | Q     |
| 6    | 6       | 5    | Lauren Quigley          | Reino Unido   | 27.94 | Q     |
| 7    | 6       | 3    | Madison Wilson          | Austrália     | 28.02 | Q     |
| 8    | 4       | 6    | Beryl Gastaldello       | França        | 28.02 | Q,    |
| 9    | 5       | 6    | Kirsty Coventry         | Zimbabwe      | 28.15 | Q,    |
| 9    | 6       | 2    | Anastasia Fesikova      | Rússia        | 28.15 | Q     |
| 11   | 6       | 6    | Elena Gemo              | Itália        | 28.18 | Q,    |
| 12   | 6       | 0    | Theodora Drakou         | Grécia        | 28.35 | Q     |
| 13   | 4       | 7    | Aleksandra Urbańczyk    | Polónia       | 28.36 | Q     |
| 14   | 6       | 8    | Sanja Jovanović         | Croácia       | 28.40 | Q     |
| 15   | 6       | 1    | Mathilde Cini           | França        | 28.46 | Q     |
| 16   | 5       | 2    | Daria Ustinova          | Rússia        | 28.52 | Q     |
| 17   | 5       | 8    | Svetlana Khokhlova      | Bielorrússia  | 28.62 |       |
| 18   | 5       | 0    | Katarína Listopadová    | Eslováquia    | 28.63 |       |
| 19   | 5       | 9    | Dominique Bouchard      | Canadá        | 28.66 |       |
| 20   | 5       | 3    | Yekaterina Rudenko      | Cazaquistão   | 28.67 |       |
| 20   | 5       | 1    | Simona Baumrtová        | Chéquia       | 28.67 |       |
| 22   | 6       | 9    | Stephanie Au            | Hong Kong     | 28.70 |       |
| 23   | 4       | 0    | Eygló Ósk Gústafsdóttir | Islândia      | 28.75 |       |
| 24   | 5       | 7    | Park Han-byeol          | Coreia do Sul | 28.85 |       |
| 25   | 6       | 7    | Maaike de Waard         | Países Baixos | 28.86 |       |
| 26   | 4       | 1    | Alicja Tchórz           | Polónia       | 28.87 |       |
| 27   | 3       | 5    | Gisela Morales          | Guatemala     | 28.94 |       |
| 28   | 4       | 8    | Daryna Zevina           | Ucrânia       | 28.97 |       |
| 29   | 4       | 9    | Bobbie Gichard          | Nova Zelândia | 29.15 |       |
| 30   | 3       | 4    | Magdalena Kuras         | Suécia        | 29.33 |       |

| Ver o restante da classificação | Ver o restante da classificação | Ver o restante da classificação | Ver o restante da classificação | Ver o restante da classificação | Ver o restante da classificação | Ver o restante da classificação |
| Pos.                            | Bateria                         | Raia                            | Nadadora                        | Nacionalidade                   | Tempo                           | Notas                           |
| ------------------------------- | ------------------------------- | ------------------------------- | ------------------------------- | ------------------------------- | ------------------------------- | ------------------------------- |
| 31                              | 2                               | 5                               | Naomi Ruele                     | Botswana                        | 29.36                           |                                 |
| 32                              | 3                               | 6                               | Yulduz Kuchkarova               | Uzbequistão                     | 29.37                           |                                 |
| 33                              | 3                               | 3                               | Amit Ivry                       | Israel                          | 29.50                           |                                 |
| 34                              | 3                               | 2                               | Ekaterina Avramova              | Turquia                         | 29.60                           |                                 |
| 35                              | 3                               | 0                               | Carolina Colorado Henao         | Colômbia                        | 29.61                           |                                 |
| 36                              | 3                               | 7                               | Sigrid Sepp                     | Estónia                         | 29.95                           |                                 |
| 37                              | 3                               | 9                               | Chan Caroline Zi Xin            | Malásia                         | 30.14                           |                                 |
| 38                              | 2                               | 4                               | Jessika Cossa                   | Moçambique                      | 30.17                           |                                 |
| 39                              | 3                               | 1                               | Anak Ratih                      | Indonésia                       | 30.33                           |                                 |
| 40                              | 2                               | 3                               | Ariel Weech                     | Bahamas                         | 30.77                           |                                 |
| 41                              | 2                               | 2                               | Monica Ramírez                  | Andorra                         | 30.89                           |                                 |
| 42                              | 3                               | 8                               | Andrea García                   | México                          | 30.94                           |                                 |
| 43                              | 2                               | 7                               | Evelina Afoa                    | Samoa                           | 31.74                           |                                 |
| 44                              | 2                               | 6                               | Lauren Hew                      | Ilhas Caimã                     | 32.33                           |                                 |
| 45                              | 2                               | 1                               | Colleen Furgeson                | Ilhas Marshall                  | 33.04                           |                                 |
| 46                              | 2                               | 0                               | Rita Zeqiri                     | Kosovo                          | 33.65                           |                                 |
| 47                              | 2                               | 8                               | Rahaf Baqleh                    | Jordânia                        | 33.67                           |                                 |
| 48                              | 2                               | 9                               | Debra Daniel                    | Estados Federados da Micronésia | 33.75                           |                                 |
| 49                              | 1                               | 4                               | Yesui Bayar                     | Mongólia                        | 35.44                           |                                 |
| 50                              | 1                               | 5                               | Anastasiya Tyurina              | Tajiquistão                     | 38.48                           |                                 |
| 51                              | 1                               | 3                               | Tayamika Chang'Anamuno          | Malawi                          | 38.81                           |                                 |
| 52                              | 1                               | 6                               | Fatema Abdulmohsen              | Brunei                          | 40.40                           |                                 |
| 53 !                            | 4                               | 2                               | Mimosa Jallow                   | Finlândia                       | DSQ                             |                                 |
| 53 !                            | 4                               | 3                               | Rachel Bootsma                  | Estados Unidos                  | DNS                             |                                 |

### Semifinal
Esses foram os resultados das semifinais.
Semifinal 1
| Pos. | Raia | Nadadora           | Nacionalidade | Tempo | Notas |
| ---- | ---- | ------------------ | ------------- | ----- | ----- |
| 1    | 4    | Etiene Medeiros    | Brasil        | 27.41 | Q     |
| 2    | 5    | Liu Xiang          | China         | 27.67 | Q     |
| 3    | 6    | Madison Wilson     | Austrália     | 27.83 | Q     |
| 4    | 3    | Lauren Quigley     | Reino Unido   | 27.88 | Q     |
| 5    | 7    | Theodora Drakou    | Grécia        | 28.01 | Q,    |
| 6    | 2    | Anastasia Fesikova | Rússia        | 28.11 |       |
| 7    | 8    | Daria Ustinova     | Rússia        | 28.39 |       |
| 8    | 1    | Sanja Jovanović    | Croácia       | 28.59 |       |

Semifinal 2
| Pos. | Raia | Nadadora             | Nacionalidade | Tempo | Notas |
| ---- | ---- | -------------------- | ------------- | ----- | ----- |
| 1    | 4    | Fu Yuanhui           | China         | 27.18 | Q     |
| 2    | 3    | Mie Nielsen          | Dinamarca     | 27.63 | Q,    |
| 3    | 5    | Emily Seebohm        | Austrália     | 27.70 | Q     |
| 4    | 8    | Mathilde Cini        | França        | 28.16 |       |
| 5    | 7    | Elena Gemo           | Itália        | 28.21 |       |
| 6    | 2    | Kirsty Coventry      | Zimbabwe      | 28.28 |       |
| 7    | 6    | Beryl Gastaldello    | França        | 28.30 |       |
| 8    | 1    | Aleksandra Urbańczyk | Polónia       | 28.46 |       |

### Final
Esse foi o resultado da final.
| Pos.              | Raia | Nadadora        | Nacionalidade | Tempo | Notas              |
| ----------------- | ---- | --------------- | ------------- | ----- | ------------------ |
| Medalha de ouro   | 4    | Fu Yuanhui      | China         | 27.11 |                    |
| Medalha de prata  | 5    | Etiene Medeiros | Brasil        | 27.26 | Recorde da América |
| Medalha de bronze | 6    | Liu Xiang       | China         | 27.58 |                    |
| 4                 | 2    | Emily Seebohm   | Austrália     | 27.66 |                    |
| 5                 | 3    | Mie Nielsen     | Dinamarca     | 27.73 |                    |
| 6                 | 7    | Madison Wilson  | Austrália     | 27.92 |                    |
| 7                 | 1    | Lauren Quigley  | Reino Unido   | 27.99 |                    |
| 8                 | 8    | Theodora Drakou | Grécia        | 28.17 |                    |

Legenda
| Recorde mundial       | Recorde mundial (World record)               |                       | Recorde africano                      | Recorde africano (African) |                                           | Q | Classificado por posição (Qualified) |
| Recorde do campeonato | Recorde do campeonato (Championship record)  | Recorde da América    | Recorde da América (Americas)         | q                          | Classificado por melhor tempo (Qualified) |   |                                      |
| Melhor marca do ano   | Melhor marca do ano (World leading)          | Recorde asiático      | Recorde asiático (Asian)              | DNS                        | Não largou (Did not start)                |   |                                      |
| Recorde nacional      | Recorde nacional (National record)           | Recorde europeu       | Recorde europeu (European)            | DNF                        | Não terminou (Did not finish)             |   |                                      |
| Recorde pessoal       | Recorde pessoal do atleta (Personal best)    | Recorde da Oceania    | Recorde da Oceania (Oceania)          | DSQ / DQ                   | Desclassificado (Disqualified)            |   |                                      |
| Recorde da temporada  | Recorde da temporada do atleta (Season best) | Recorde sul-americano | Recorde sul-americano (South America) | NM                         | Sem marca (No mark)                       |   |                                      |